# Rojakî, Mostîska
Rojakî (în ucraineană Рожаки) este un sat în comuna Malnivska Volea din raionul Mostîska, regiunea Liov, Ucraina.

## Demografie
Componența lingvistică a localității Rojakî
     Ucraineană (100%)
Conform recensământului din 2001, toată populația localității Rojakî era vorbitoare de ucraineană (100%).